# Флорен
Флорен (на френски: Florennes) е селище в Южна Белгия, окръг Филипвил на провинция Намюр. Населението му е около 10 800 души (2006).